# Tilzapotla
Tilzapotla es una localidad del estado mexicano de Morelos. Es parte del municipio de Puente de Ixtla.

## Toponimia
El nombre «Tilzapotla» proviene de los términos en náhuatl: tliltic, negro; zapotl, zapote; tlan, lugar de abundancia. Su significado es «Lugar donde abunda el zapote negro».

## Demografía
| Gráfica de evolución demográfica |
|                                  |

| Censo | Población |
| ----- | --------- |
| 1900  | 634       |
| 1910  | 775       |
| 1921  | 634       |
| 1930  | 980       |
| 1940  | 984       |
| 1950  | 1842      |
| 1960  | 2595      |
| 1970  | 3767      |
| 1980  | 4729      |
| 1990  | 4502      |
| 2000  | 4865      |
| 2010  | 4789      |
| 2020  | 4932      |